# Mario Valota
Mario Valota (ur. 8 lutego 1918, zm. 30 września 2000) – szwajcarski szpadzista. brązowy medalista igrzysk olimpijskich i mistrzostw świata.
Na igrzyskach olimpijskich w Helsinkach w 1952 roku Szwajcarzy w składzie: Otto Rüfenacht, Paul Meister, Oswald Zappelli, Mario Valota, Willy Fitting i Paul Barth zajęli trzecie miejsce w szpadzie drużynowej, po porażce w rundzie finałowej z reprezentacjami Włoch i Szwecji oraz zwycięstwie nad zespołem z Luksemburga. Był to jego jedyny start olimpijski.
Podczas mistrzostw świata w Brukseli w 1953 roku wspólnie z kolegami z reprezentacji zdobył kolejny brąz drużynie.